# Milzano
Milzano là một đô thị thuộc tỉnh Brescia trong vùng Lombardia ở Ý. Đô thị này có diện tích 8 km², dân số 1483 người.
Đô thị này giáp với các đô thị sau: 
Alfianello, Cigole, Pavone del Mella, Pralboino, San Gervasio Bresciano, Seniga.